# St.-Theodosius-Nunatak
Der St.-Theodosius-Nunatak (bulgarisch нунатак Св. Теодосий nunatak Sw. Teodossij) ist ein in nordost-südwestlicher Ausrichtung 1,9 km langer, 1 km breiter, 600 m hoher und größtenteils unvereister Nunatak auf der Westseite der Havre Mountains im Norden der Alexander-I.-Insel westlich der Antarktischen Halbinsel. Er ragt 3,13 km ostnordöstlich des Buneva Point, 8,86 km südsüdwestlich des St. George Peak, 5,6 km westlich des Kutev Peak und 8,4 km nordwestlich des Simon Peak auf. Der Lennon-Gletscher liegt nördlich, der Pipkow-Gletscher südsüdöstlich von ihm. 
Britische Wissenschaftler kartierten ihn 1991. Die bulgarische Kommission für Antarktische Geographische Namen benannte ihn 2017 nach dem bulgarischen Geistlichen Teodossi von Tarnowo († 1363) in Verbindung mit der Ortschaft Teodosiewo im Norden Bulgariens.